# 岩手県交通花巻営業所
岩手県交通花巻営業所（いわてけんこうつうはなまきえいぎょうしょ）は、岩手県花巻市本館165-10にある岩手県交通のバス営業所。一般路線が花巻地区をメイン（一部北上市）に、高速バスが宮城県仙台市までの路線を管轄している。

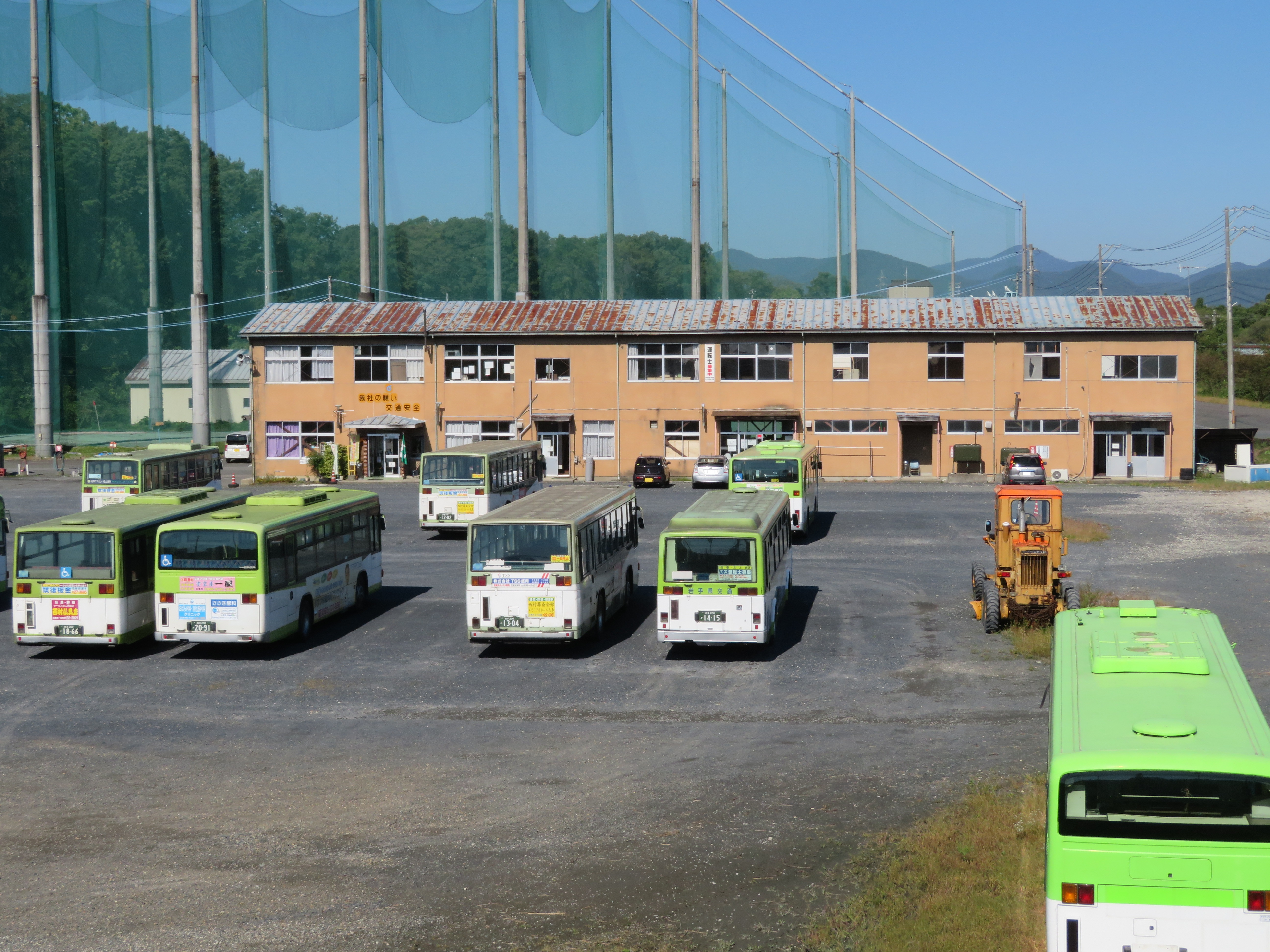
花巻営業所

また、ヤマトオートワークス花巻車体工場を併設している。

## 沿革
- 2004年4月 - 花巻営業所から改組され、北上営業所管下のバスターミナル化。
- 2009年4月 - 管内の路線に系統番号導入。花巻駅空港線を新設。
- 2009年10月1日 - 花巻市内循環バスの運行業務受託を開始。
- （時期不明） - 花巻営業所に再改称。
- 2013年9月30日 - 花巻駅空港線が廃止。代替として10月1日より、盛岡バスセンター発着の花巻空港線が花巻空港駅に停車[2][3]。
- 2014年3月31日 - 晴山線が廃止。
- 2018年12月30日 - 大迫バスターミナル閉所に伴い、大迫花巻線が移管。
- 2023年11月27日 - 当営業所管内において地域連携ICカード「Iwate Green Pass」を導入。当面の間は交通系ICカードのみの車両と、磁気カードのみの車両が混在する形となる[4]。
- 2024年3月31日 - 土沢線が廃止。
- 2025年
  - 2月27日 - イトーヨーカドー停留所がシーナシーナ花巻に変更[5]。
  - 3月31日 - 大迫花巻線が廃止[6]。

## 所管路線

### 花巻空港線
- 盛岡駅前（東口）8番のりば - （盛岡南インターチェンジ - 花巻インターチェンジ） -  花巻空港駅 - いわて花巻空港
  - 「花盛号（盛岡駅西口 - 花巻温泉）」の間合い運用で担当したことをきっかけに、都南営業所→矢巾営業所担当便を順次移管を受け、全ての便が当所担当になったが、新型コロナウィルスによる航空便減便などに鑑み、再度全便矢巾営業所へ移管。
  - 2024年2月1日 - 当所と矢巾営業所との共管路線となる[7]。

### 一般路線バス

#### 石鳥谷線（旧空港経由石鳥谷線）
- 花北1：北上駅前 - 県立中部病院 - 花巻駅前 - 志和口
- 花北2：北上駅前 - 県立中部病院 - 花巻駅前 - 花巻空港駅
- 花北3：北上駅前 - 県立中部病院 - 花巻駅前 - シーナシーナ花巻 - 志和口
- 花北4：北上駅前 - 県立中部病院 - 花巻駅前
  - 北上営業所と共管。
  - 「花北1」・「花北2」は平日のみ運行。

#### 天下田・中部病院線
- 天1：天下田団地 - 桜台 - 花巻駅前 - 花巻市役所 - 富士大学前 - 県立中部病院
  - 2024年10月1日 - 天下田団地線の既存区間と｢大迫1｣の短縮区間を統合のうえ、運行開始[8]

#### 花巻温泉線
- 温1：賢治詩碑 - 花巻駅前 - 四日町 - 花巻球場前 - 湯本学校前 - 花巻温泉
- 温2：賢治詩碑 - 花巻駅前 - シーナシーナ花巻 - 四日町 - 花巻球場前 - 花巻温泉 - 台温泉
- 温3：賢治詩碑 - 花巻駅前 - 四日町 - 花巻球場前 - 松山寺 - 花巻温泉
- 温4：花巻市役所前 - 花巻駅前 - 四日町 - 花巻球場前 - 松山寺 - 花巻温泉
- 温5：花巻市役所前 - 花巻駅前 - シーナシーナ花巻 - 四日町 - 花巻球場前 - 花巻温泉 - 台温泉

#### 教育センター線
- 新1：花巻駅前 - シーナシーナ花巻 - 花巻北高校 - 宮野目振興センター - 二枚橋  - 花巻空港駅 - 教育センター
  - 2014年4月1日新湯本温泉線の路線短縮に伴い、路線名を改称[9]。
  - 2024年10月1日の運行より、経路変更を実施[8]。
  - 平日のみ運行。

#### 湯口線
- 鉛1：花巻駅前 - 志戸平温泉 - 鉛温泉 - 新鉛温泉
- 鉛2：シーナシーナ花巻 - 花巻駅前 - 志戸平温泉 - 鉛温泉 - 新鉛温泉
- 鉛3：花巻駅前 - 志戸平温泉
  - 「鉛3」は平日のみ運行。

#### 高木団地線
- 高4：シーナシーナ花巻 - 花巻駅前 - 上町 - 高木団地

#### 成田・花巻北高線
- 成1：花巻北高校 - 四日町 - 一日市 - 花巻駅前 - 成田 - 黒沢尻工業高校前 - 村崎野駅 - 上野町 - 北上駅前
- 北高1：花巻北高校前 - 四日町 - 一日市 - 花巻駅前
  - 北上営業所と共管。
  - 「成1」は平日のみ運行。

#### 太田線
- 太1：花巻駅前 - 熊野 - 太田 - 花巻清風支援学校 
  - 平日のみ運行。

## 受託運行路線
- 花巻市内循環バス「ふくろう号」

## 移管路線

### 村崎野線
- 北2：北上営業所 - 村崎野駅 - 上野町 - 北上駅前
  - 北上営業所に移管。

## 廃止路線
- 盛岡バスセンター - 花巻末広町・花巻温泉（急行）
- 新花巻駅 - 花巻温泉 - 台温泉（急行）

### 花巻駅空港線
- 空港：花巻駅前 - 四日町三丁目 - 本舘 - いわて花巻空港
  - 2013年9月30日廃止。

### 晴山線
- 晴1：イトーヨーカドー - 花巻駅前 - 賢治記念館 - 新花巻駅前 - 土沢中町 - 晴山
- 晴2：イトーヨーカドー - 花巻駅前 - 賢治記念館 - 新花巻駅前 - 東和病院前 - 土沢中町 - 晴山
  - 2014年3月31日廃止。

### 太田線
- 太1：花巻駅前 - 熊野 - 太田 - 花巻清風支援学校 - 高村山荘
  - 2017年3月31日廃止。

### 江釣子線
- 笹3：花巻駅前 - 笹間 - さくらホール前 - 北上駅前
- 笹4：イトーヨーカドー - 花巻駅前 - 笹間 - さくらホール前 - 北上駅前

### 高木団地線（廃止）
- 高3：花巻駅前 - 上町 - 高木団地

### 更木線
- 高1：花巻駅前 - 上町 - 高木団地 - 更木
- 高2：イトーヨーカドー - 花巻駅前 - 上町 - 高木団地 - 更木

### 母衣輪線
- 高5：花巻駅前 - 上町 - 高木団地 - 母衣輪
- 高6：イトーヨーカドー - 花巻駅前 - 上町 - 高木団地 - 母衣輪

### 新湯本温泉線
- 新1：花巻駅前 - 花巻空港駅 - 教育センター - 新湯本温泉
  - 2014年4月1日教育センター - 新湯本温泉間の廃止に伴い、路線名を「教育センター線」に改称。

### 鍋倉線
- 鍋1：花巻駅前 - 若葉町 - 野田十文字 - （フリー区間）観音堂

### 栃内線
- 笹1：花巻駅前 - 笹間 - （フリー区間）尻平川
- 笹2：イトーヨーカドー - 花巻駅前 - 笹間 - （フリー区間）尻平川
2019年10月1日に廃止された[10]。

### 土沢線
- 土1：イトーヨーカドー - 花巻駅前 - 賢治記念館 - 新花巻駅前 - 土沢中町 - 雲南桜前
  - 2014年4月1日晴山線 : 晴山 - 雲南桜前短縮の上、運行開始。
  - 2024年3月31日の運行をもって廃止[11]。

### 天下田団地線
- 天1：天下田団地 - 桜台 - 花巻駅前 - 花巻市役所
  - 2024年9月30日の運行をもって廃止[8]。

### 大迫花巻線
- 大迫1：大迫バスターミナル - 亀ヶ森 - 八重畑 - 新花巻駅 - イトーヨーカドー - 花巻駅 - 県立中部病院
- 大迫2：大迫バスターミナル - 亀ヶ森 - 八重畑 - 新花巻駅 - シーナシーナ花巻 - 花巻駅
  - 大迫バスターミナル閉所に伴い、2018年12月30日の運行より当営業所の所管路線となる[12]。
  - 2024年9月30日の運行をもって「大迫1」系統が廃止されるまでの平日は「大迫1」、土・日・休日は「大迫2」として運行されていた[8]。
  - 2025年4月1日をもって「大迫2」も廃止[6]。

## 外部サイト
- 花巻営業所 管内路線図 - 岩手県交通公式サイト、2025年4月1日現在、2025年3月16日閲覧